# ククルビタン
ククルビタン(Cucurbitane)は、化学式C30H54の化合物である。多環脂肪族炭化水素であり、特にトリテルペンに分類される。ラノスタンの異性体であり、メチル基が10位から9β位に移っている点が異なる。
5αと5βの2つの立体異性体があり、これらは、5位の炭素原子における結合の掌性が異なる。

5α-ククルビタン
5β-ククルビタン

## 誘導体
ククルビタン構造を基礎骨格として持つ化合物は、植物に多くみられ、そのうちのいくつかは重要なフィトメディシンである。天然のククルビタン関連化合物には、以下のようなものがある。
- バルサミナペンタオール - Momordica balsamina由来[4]
- バルサミノールA - M. balsamina由来[4]
- バルサミノールB - M. balsamina由来[4]
- ブリジオシドA - Bryonia dioica由来[3]:64
- ブリオアマリド - B. dioica由来[3]:65,66
- チャランチン - ツルレイシ(Momordica charantia)[5]及びMomordica foetida[6]由来
- チャラントシド I-VIII - ツルレイシ由来[7]
- ククルバルサミノールB - M. balsamina由来[4]
- ククルバルサミノールA - M. balsamina由来[4]
- ククルビタシン A-L, O-T - M. balsamina由来[3][8] [9]:3–8
- ダチスコシド - Datisca glomerata由来[3]:16–19
- エンデカフィラシン A, B - Hemsleya endecaphyllaの根由来[9]:1,2
- ヘムスレシン A, B - H. endecaphyllaの根由来[9]
- レピドリド - 担子菌Russula lepida由来[10]
- カラビラゲニンE - M. balsamina由来[4]
- ケカダエンゴシド A, B, D, K - Trichosanthes tricuspidata由来[3]:57,58,67,68
- クグアシン A-S - ツルレイシの根由来[11][12]
- クグアグリコシド A-H - ツルレイシの茎と葉由来[13]
- モグロシド I-IV - ラカンカ(Siraitia grosvenorii)の果実由来[14]
- モモルジシン I, II, 28 - ツルレイシ由来[15][16]
- モモルジコシド A-S - ツルレイシの果実由来[7][17][18]
- ネオクグアグルコシド - ツルレイシの果実由来[19]
- ネオモグロシド - ラカンカの果実由来[20]
- ペンタノルククルビタシン A, B
- ペルセアピクロシド A - Persea mexicana由来[3]:44
- スカンデノシド R9 - Hemsleya panacis-scandens由来[3]:45
- スピノシド A, B[3]:61,62